# La Vie de rêve
Albums de Bigflo et Oli
La Vraie Vie
(2017) Les autres c'est nous
(2022)
Singles
1. Demain
Sortie : 29 juin 2018
2. Nous aussi 2
Sortie : 26 octobre 2018
3. Plus tard
Sortie : 31 octobre 2018
4. C'est que du rap
Sortie : 24 janvier 2019
5. Rentrez chez vous
Sortie : 11 février 2019
6. Sur la lune
Sortie : 29 mars 2019
7. Promesses
Sortie : 19 juillet 2019
8. Bienvenue chez moi
Sortie : 15 novembre 2019

La Vie de rêve est le troisième album studio du duo de rap français Bigflo et Oli, sorti en 2018 sur le label Polydor.
L'album est bien accueilli par la presse, il est certifié disque de platine en un mois et est actuellement triple disque de platine  avec plus de 300 000 ventes.

## Historique
En juillet 2018, Bigflo et Oli dévoilent le titre Demain, en collaboration avec le DJ electro Petit Biscuit. Le clip de la chanson, dévoilé fin juillet, met en scène de nombreux fans du groupe chantant la chanson, avec des images tournées aux Francofolies et aux Nuits de Fourvière.
En mars 2018, Bigflo et Oli annoncent sur les réseaux sociaux leur retour en studio : « On est bien inspirés ! Faut qu'on fasse un tri et qu'on se pose un peu, mais il y a plein de trucs ! On a plein de thèmes en tête. On avait peur du manque d'inspi. Mais finalement, on n'en manque pas… Bien au contraire ». En septembre 2018, la sortie d'un nouvel album du duo est annoncée. Il s'intitule alors La vraie vie 2. Big Flo et Oli précisent alors qu'il ne s'agit cependant pas « d'un album bonus ou d'une réédition » mais bien d'un vrai album. Ils ajoutent : « c’est un album dans la continuité [...] certaines chansons étaient prévus déjà avant la sortie de La Vraie Vie 1 ».
En octobre 2018, l'album est finalement renommé La Vie de rêve. La liste des titres est alors révélée. Les deux frères annoncent des collaborations avec les rappeurs Black M et Soprano, les chanteurs Kacem Wapalek et Naâman, d'influence rap et reggae, ainsi que le groupe Tryo en plus du morceau en collaboration avec Petit Biscuit.

## Accueil

### Critique
Oliver Nuc du Figaro écrit notamment « Avec ce troisième album, Bigflo & Oli, 25 et 22 ans, entrent dans la cour des grands. Admirés par un public jeune, ces deux frères diffusent un message positif et vibrant qui leur vaut un triomphe public spectaculaire. Très complémentaires, ils s'expriment d'une seule voix, complétant les phrases de l'un l'autre ».
Sur le site Aficia, on peut notamment lire : « Avec ce troisième album très réussi, Bigflo & Oli poursuit son chemin sur la route du succès. Abordant les sujets qui leur tiennent à cœur, les frangins de Toulouse gardent la tête froide et les pieds sur terre malgré le succès fulgurant depuis leurs débuts. Troisième tome d'une histoire entre eux et leur public, La vie de rêve risque bien de conforter le duo dans sa place sur la scène musicale française. »
Sur le site France TV Info, on peut notamment lire « Plus introspectifs, avec plus de cuir et d'expérience, Bigflo & Oli poussent toujours à la même réflexion : mais où s'arrêteront-ils ? » ou encore « Leur vie a changé, l'argent s'est accumulé mais la sortie de route n'est jamais loin. Déprime, idées noires, lassitude, les deux frères plus soudés que jamais ont tout expérimenté et ils n'ont pas peur de s'en ouvrir. »

## Clips vidéo
- Demain : 27 juillet 2018
- Nous aussi 2 : 26 octobre 2018
- Plus tard : 20 novembre 2018
- C'est Que Du Rap : 24 janvier 2019
- Rentrez Chez Vous ! 11 février 2019
- Sur la lune : 6 mai 2019
- Bienvenue chez moi : 15 novembre 2019

### Ventes
La Vie de rêve dépasse dès sa première semaine de commercialisation les 44 000 ventes. Il est certifié disque d'or seulement dix jours après sa sortie puis disque de platine au bout d'un peu moins d’un mois, une certification qui équivaut à 100 000 exemplaires vendus.

## Liste des titres
| No  | Titre                                      | Durée |
| --- | ------------------------------------------ | ----- |
| 1.  | Nous aussi 2                               | 5:08  |
| 2.  | Plus tard                                  | 3:25  |
| 3.  | Demain (feat. Petit Biscuit)               | 4:11  |
| 4.  | Rentrez chez vous !                        | 6:42  |
| 5.  | Bienvenue chez moi                         | 4:36  |
| 6.  | Maman                                      | 5:16  |
| 7.  | La Seule (feat. Kacem Wapalek & Naâman)    | 5:39  |
| 8.  | Florian                                    | 6:50  |
| 9.  | Ferme les yeux (feat. Tryo)                | 5:04  |
| 10. | Rendez-vous là-haut                        | 3:31  |
| 11. | Sur la lune                                | 3:54  |
| 12. | C'est que du rap (feat. Black M & Soprano) | 6:17  |
| 13. | Château de sable                           | 4:32  |
| 14. | Il est où ton frère ?                      | 5:34  |
| 15. | La vie de rêve                             | 6:23  |
| 16. | Stade                                      | 4:17  |
| 17. | Promesses (feat. Suzanne Belaubre)         | 3:42  |

NB : les pistes Stade et Promesses ont été ajoutées à la liste des titres après la sortie de l'album et ne sont disponibles que sur les plateformes de streaming.

## Certification
| Région | Certification | Ventes/Streams |
| ------ | ------------- | -------------- |
| France | 3 × Platine   | 300 000        |

## Distinctions
- Victoires de la musique 2019 : Victoire de l'album de musiques urbaines